# 陸軍預備士官學校
陆军预备士官学校是日本陆军军校的一种。主要对成为兵科预备役军官的甲种干部候补生进行了集合教育。1938年（昭和13年）8月设立了一所学校，第二年以后设置了多所学校，一直到太平洋战争结束为止。1944年（昭和19年）10月开始对特别甲种干部候补生进行集体教育。

## 著名校友
- 岩里政男（李登輝）少尉
- 小野田宽郎少尉
- 山本七平少尉
- 日向勝少尉
- 中原光信少尉
- 石橋信夫少尉
- 芥川比呂志中尉